# Ахар
Ахар (перс. اهر; азерб. Əhər) — місто в північно-західному Ірані в провінції Східний Азербайджан, адміністративний центр шахрестана Ахар.

## Географія
Розташований на лівому березі річки Ахарчай (басейн ріки Карасу), на висоті 1325 м над рівнем моря.

## Населення
Населення за даними перепису 2006 року становить 85 782 особи.

## Народні промисли
Кустарне виробництво килимів.